# Race War
A Race War (Fajháború) egy német RAC (Rock Against Communism) zenekar. 2000-ben alakultak meg Schwäbisch Gmündben. Az évek során több botrányba keveredtek már, témáik és ideológiájuk miatt. 2005-ben a rendőrség letartóztatta a zenekar tagjait, fajutálatot hirdető szövegeik, illetve a náci korszak dicsőítése miatt, majd 2006-ban a német bíróság betiltotta az együttes működését. A tagok közül ketten új zenekart alapítottak, "Heiliger Krieg" (Szent Háború) néven, amely egészen a mai napig aktív, annak ellenére, hogy ők is a Race Warhoz hasonló zenét játszanak.
Jelenlegi tagok: Gerhard Miller és Max Hirsch.

## Diszkográfia
- Race War Demo-Livemitschnitt
- The White Race Will Prevail (stúdióalbum, 2001)
- Live im Elsass (koncertalbum, 2003)
- Kingdom of Hate (stúdióalbum, 2004)
- Stimme des Blues (stúdióalbum, 2005)